# Zhangjiawan (sockenhuvudort i Kina, Hubei Sheng, lat 30,48, long 114,27)
Zhangjiawan är en sockenhuvudort i Kina. Den ligger i provinsen Hubei, i den centrala delen av landet, omkring 12 kilometer söder om provinshuvudstaden Wuhan. Antalet invånare är 27 028. Befolkningen består av 12 816 kvinnor och 14 212 män. Barn under 15 år utgör 6,0 %, vuxna 15-64 år 85 %, och äldre över 65 år 7,0 %.
Runt Zhangjiawan är det mycket tätbefolkat, med 1 095 invånare per kvadratkilometer. Närmaste större samhälle är Wuhan, 11,6 km norr om Zhangjiawan. Trakten runt Zhangjiawan består till största delen av jordbruksmark.
Genomsnittlig årsnederbörd är 1 713 millimeter. Den regnigaste månaden är juli, med i genomsnitt 238 mm nederbörd, och den torraste är december, med 29 mm nederbörd.